# Sabrina Jolk
Sabrina Jolk (* 17. Juni 1982 in Arnsberg) ist eine ehemalige deutsche Tennisspielerin. 

## Karriere
Sabrina Jolk begann das Tennisspielen, als sie sieben Jahre alt war. Sie wurde von Alex Klec trainiert.
Neben ihrer Tenniskarriere studierte sie Betriebswirtschaftslehre.
Ab 2009 spielte sie für den MTTC Iphitos in der Bundesliga. Von 2005 bis 2009 war sie für den Tennisclub Blau-Weiss Berlin gemeldet, für den sie ebenfalls in der Bundesliga spielte. In der WTA-Weltrangliste erreichte sie ihre besten Positionen am 19. März 2003 mit Platz 314 im Einzel und am 20. Oktober 2003 mit Platz 427 im Doppel.
Unter anderem gewann sie Turniere in Catania, Benevento, Ankara und Stockholm. Finalistin war sie in Bibione, Stockholm und Stare Splavy. 
Sie beendete ihre Karriere 2007 und studierte Zahnmedizin in München. Sie ist in München als Zahnärztin tätig.